# 脂肪腫
脂肪腫（しぼうしゅ）とは、軟部組織に発生する脂肪細胞による良性腫瘍である。皮下組織に発生する浅在性脂肪腫（せんざいせいしぼうしゅ）と、筋肉のような深い場所に発生する深在性脂肪腫（しんざいせいしぼうしゅ）とに大きく分けられる。なお、脂肪肉腫とは異なる。以下、特に断りがない限り、ヒトにおける脂肪腫について述べる。

## 原因
脂肪腫の発生原因は、よく判っていない。しかし、以下に述べるように発生しやすい場所と、発生しにくい場所が存在することが知られている。

## 好発部位
脂肪腫は全身で発生し得るものの、背中、肩、首などが特に発生しやすい部位である

。
また、四肢では、上腕部や大腿部のように体幹部に近い場所に発生しやすい

。
一方で、顔面、頭皮、下腿部などには、あまり発生しないことが知られている

。
参考までに、何らかの刺激を受けやすい部位に、脂肪腫は発生する傾向があるようだとの意見も存在する

。
なお、いずれの部位においても、皮下組織に発生する浅在性脂肪腫が大部分である

。

## 組織学的特徴

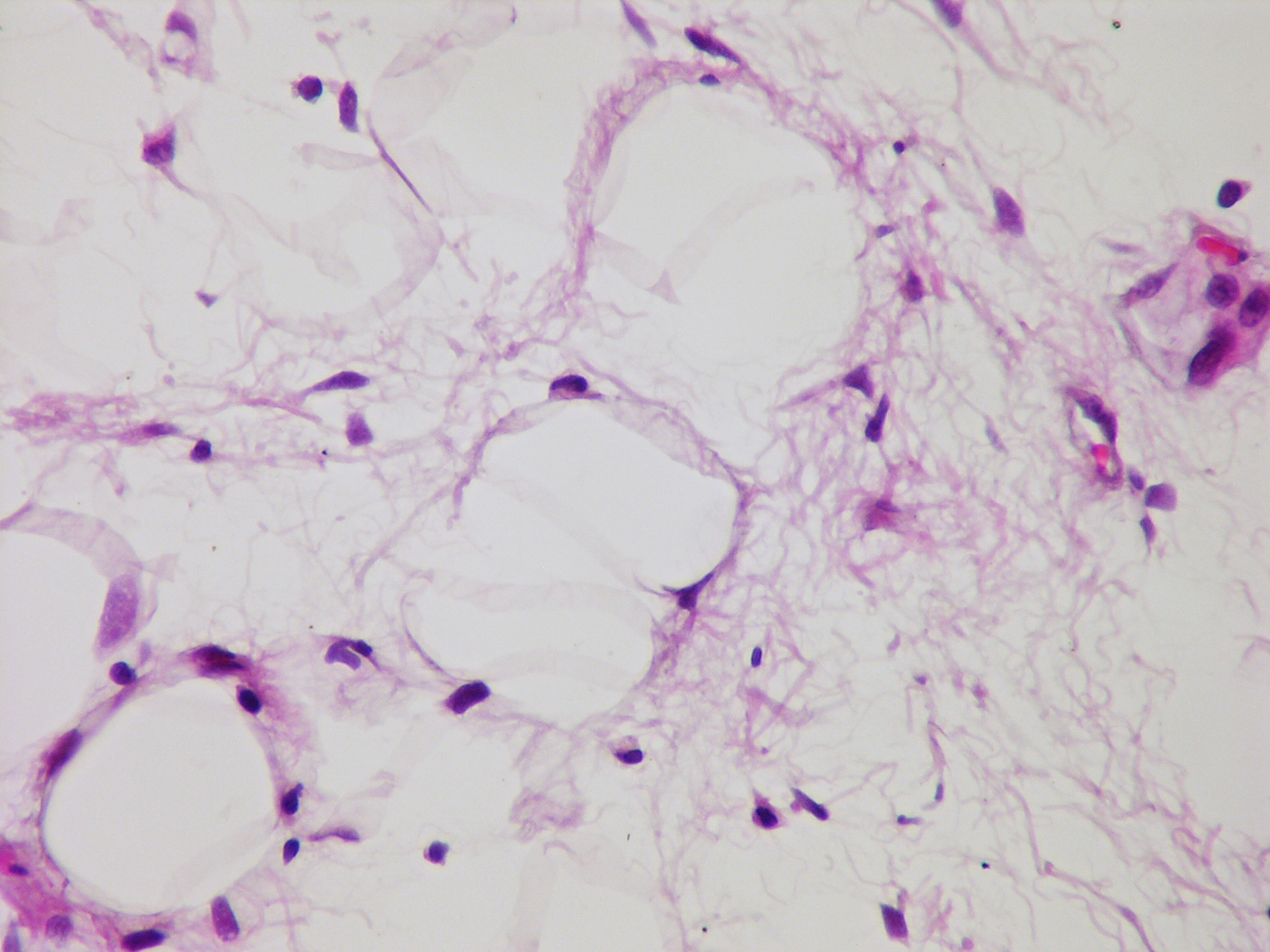
脂肪腫の電子顕微鏡写真

一般的に脂肪腫は、線維質の袋状の組織で包まれており、周辺組織との境界がハッキリとしている。袋の中身は、完全に分化した脂肪細胞の集まりであり、脂肪を豊富に含む。その増殖速度は遅く、ゆっくりと肥大化する。その大きさは、数 mmから10 cmを超えるものまで多岐にわたる

。
皮下組織に発生した柔らかい浅在性脂肪腫が大部分ながら、比較的硬い筋肉内に発生した深在性脂肪腫も存在する

。
なお、血管が多く分布した脂肪腫は、血管脂肪腫と称される。

### 脂肪肉腫との鑑別
脂肪腫と似た場所にできる悪性腫瘍として、脂肪肉腫が知られる。この脂肪肉腫のうち、特に分化度の高い、低悪性度とされる高分化型脂肪肉腫は、画像診断、目視、組織学的特徴のいずれでも、良性腫瘍の脂肪腫との鑑別が難しい場合がある。しかし、高分化型脂肪肉腫の場合は、染色体の12q14-15の増幅が特徴的であるため、この染色体領域にあるMDM2やCDK4の発現を調べることで、脂肪腫と高分化型脂肪肉腫を概ね区別することができると言われている
。

## 症状
多くの場合、痛み、かゆみなどの症状は無く、無症状のままコブとして発見されたりする。ただし、既述のように脂肪腫は全身で発生し得るものであるため、脂肪腫ができた場所によっては、例えば他の組織を圧迫するなどしたことによって、何らかの症状が出現する場合もある。また、脂肪腫の中でも血管脂肪腫の場合は、痛みを伴うことが普通であるように
:624

、様相の違った脂肪腫も存在する。
なお、粉瘤腫とは異なり、切開なしに腫瘍の中身を皮膚外へ搾り出すことはできない。

## 治療法
発生した部位が良く、特に問題を起こしていない小さな脂肪腫であれば、積極的な治療は行わずに経過観察に留めることもある。しかしながら、大きな脂肪腫は、美容上の問題が出てくることもあるために摘出を試みることもある。脂肪腫と紛らわしい悪性腫瘍である脂肪肉腫の可能性を疑って治療を行う場合もある。また、大きさはさほどでなくとも、発生した部位が悪く、問題を起こしている場合も、摘出が試みられる。いずれにしても、脂肪腫を取り除くことにした場合は、手術を行って完全に切除することが一般的である。摘出手術の際は、脂肪腫の被膜を損傷しないように注意を払いつつ、脂肪腫全体を一気に摘出するように心がける。なお、脂肪腫は液体が貯留してできているものではないため、注射器などを用いて中身を抜き取るといった方法は、基本的に不可能である

。
ただし、一般的な方法ではないものの、巨大な脂肪腫の場合は、脂肪吸引が試みられることもある

。

## ヒト以外の脂肪腫
脂肪腫は、ヒトだけに見られる良性腫瘍ではない。例えば、イヌなどでも脂肪腫が発生することが知られている

。